# Michele Boscacci
Michele Boscacci (Sondrio, 4 gennaio 1990) è uno scialpinista italiano.

## Biografia
È figlio dello sclialpinista Graziano Boscacci. Come il padre, è cresciuto sportivamente nella Polisportiva Albosaggia. È un atleta della nazionale italiana di sci alpinismo.
Nel 2016 e nel 2018 ha vinto la classifica generale della Coppa del Mondo.
Ai campione mondiali ha vinto 2 ori, 5 argenti e un bronzo.
Nel 2021 si è sposato con la scialpinista Alba De Silvestro.

## Palmarès
- Mondiali

Pelvoux 2013: argento nella staffetta;
Verbier 2015: oro nella staffetta; bronzo a squadre;
Alpago 2017: argento a squadre; argento nella staffetta;
Villars-sur-Ollon 2019: oro nella staffetta; argento nell'individuale; argento a squadre;
- Europei

2016: oro nell'individuale;
2018: argento nell'individuale;